# Podgorac (Boljevac)
Podgorac (rumano: Podgorț; serbocroata cirílico: Подгорац) es un pueblo de Serbia perteneciente al municipio de Boljevac en el distrito de Zaječar.
En 2011 tenía 2218 habitantes. Étnicamente, la mitad de los habitantes son valacos y la otra mitad serbios.
El pueblo tiene su origen en la época otomana, cuando la zona estaba habitada tanto por valacos como por serbios. A finales del siglo XVIII, los otomanos construyeron en el actual centro del pueblo la fuente de Osmanbeg, una fuente de paredes de piedra que todavía funciona y que se considera el principal símbolo de la localidad, declarada monumento histórico en 1980. En torno a la fuente se formó en las décadas siguientes el pueblo, que tuvo iglesia desde 1838 y escuela desde 1840. El asentamiento original fue casi completamente destruido por los invasores alemanes en 1941 y el pueblo tuvo que ser reconstruido en las décadas posteriores por el gobierno de Yugoslavia.
Se ubica unos 10 km al norte de la capital municipal Boljevac, sobre la carretera 391 que lleva a Bor.